# Paratelmatoscopus nitidus
Paratelmatoscopus nitidus és una espècie d'insecte dípter pertanyent a la família dels psicòdids que es troba a Nova Guinea.